# Barrio de Juan Gómez
Barrio de Juan Gómez är en ort i Mexiko, tillhörande Naucalpan de Juárez kommun i delstaten Mexiko. Barrio de Juan Gómez ligger i den centrala delen av landet och tillhör Mexico Citys storstadsområde. Orten hade 132 invånare vid folkmätningen 2010. 2020 hade befolkningen ökat till 337 personer.